# Rodriguez Camp (Kalifornija)
Rodriguez Camp je naseljeno područje za statističke svrhe u američkoj saveznoj državi Kalifornija. Prema popisu stanovništva iz 2010. u njemu je živjelo 156 stanovnika.